# My So Called Life
My So-Called Life (en España: Es mi vida y en Hispanoamérica: El mundo de Ángela) es una serie de televisión estadounidense del género drama juvenil creada por Winnie Holzman y producida por Edward Zwick y Marshall Herskovitz. Se emitió entre el 25 de agosto de 1994 y el 26 de enero de 1995 por el canal ABC, en Estados Unidos. Ambientada en la ficticia Liberty High School en un suburbio ficticio cerca de Pittsburgh, Pensilvania llamado Three Rivers, la serie sigue las tribulaciones emocionales de varios adolescentes en el círculo social de la protagonista Ángela Chase, interpretada por Claire Danes, una chica de 15 años que quiere llevar la vida que un adolescente normal debería llevar, tratando con chicos y amigos y teniendo inconvenientes con sus padres y la escuela.
A pesar de que el programa fue aclamado por la crítica, tuvo una corta duración ya que el último episodio acabó en un cliffhanger con la expectativa de que sería retomado en una segunda temporada, pero se canceló oficialmente el 15 de mayo de 1995. El programa fue elogiado por su interpretación de la adolescencia y el argumento de su personaje central, Ángela.

## Argumento
Ángela Chase (Claire Danés) tiene 15 años y estudia 2.º curso en el Instituto Liberty. Como muchos adolescentes, Ángela guarda a un pequeño Holden Cauldfield (el protagonista de El guardián entre el centeno) en su interior, lucha contra sus problemas de identidad y empieza a cuestionarse a sí misma y a los demás.
En su camino hacia el autodescubrimiento, Ángela intenta encontrar y hacer valer su recién hallada identidad. Para ello se aparta de su pasado alejándose de sus padres, Patty (Bess Armstrong) y Graham (Tom Irwin), y de sus amigos de infancia, Sharon Cherski (Devon Odessa) y Brian Krakow (Devon Gummersall). En su lugar, se hace amiga de Rayanne Graff (A. J. Langer) y Rickie Vásquez (Wilson Cruz). Otro modo de reivindicación de su nuevo yo es cambiar su apariencia exterior, siendo el cambio más visible su nuevo color de pelo.
Pero Ángela también sueña con Jordan Catalano (Jared Leto), del cual le gusta la forma que tiene de apoyarse contra las paredes, y poco a poco inician una relación.

## Reparto
- Ángela Chase - Claire Danés
- Brian Krakow - Devon Gummersall
- Danielle Chase - Lisa Wilhoit
- Graham Chase - Tom Irwin
- Jordan Catalano - Jared Leto
- Patricia (Patty) Chase - Bess Armstrong
- Rayanne Graff - A.J. Langer
- Rickie Vásquez - Wilson Cruz
- Sharon Cherski - Devon Odessa
- Shane - Shannon Leto
- Ángela Chase (niña)  - Kaley Cuoco

## Episodios
| N.º | Título                                                   | Dirigido por        | Escrito por                   | Fecha de emisión original | Código de prod. |
| --- | -------------------------------------------------------- | ------------------- | ----------------------------- | ------------------------- | --------------- |
| 1 | «Pilot» «Piloto»                                         | Scott Winant        | Winnie Holzman                | 25 de agosto de 1994      | 59300           |
| Se nos presenta a Ángela Chase, a su familia y a sus amigos. Ángela empieza una amistad con Rayanne Graff y Rickie Vásquez, y se tiñe el pelo de rojo. En casa, la tensión entre su madre y ella es palpable. |                                                          |                     |                               |                           |                 |
| 2 | «Dancing in the Dark» «Bailando en la oscuridad»         | Scott Winant        | Winnie Holzman                | 1 de septiembre de 1994   | 59301           |
| Rayanne arregla un encuentro entre Ángela y Jordan con la excusa de que éste le consiga un carnet de identidad falso. Mientras, Patty y Graham toman clases de baile con la esperanza de reavivar su matrimonio. |                                                          |                     |                               |                           |                 |
| 3 | «Guns and Gossip» «Pistolas y palabras»                  | Marshall Herskovitz | Justin Tanner                 | 8 de septiembre de 1994   | 59302           |
| Una pistola se dispara en el instituto y Rickie se ve envuelto en el asunto. Un rumor sobre Ángela y Jordan corre por los pasillos de Liberty. |                                                          |                     |                               |                           |                 |
| 4 | «Father Figures» «Figuras paternas»                      | Mark Rosner         | Winnie Holzman                | 15 de septiembre de 1994  | 59303           |
| Ángela usa con Graham el tratamiento silencioso, y Patty tiene que lidiar con su propio padre cuando la imprenta tiene una auditoría. |                                                          |                     |                               |                           |                 |
| 5 | «The Zit» «El grano»                                     | Víctor DuBois       | Betsy Thomas                  | 22 de septiembre de 1994  | 59304           |
| Una lista circula por el instituto puntuando a las chicas de 2º año; Rayanne y Sharon están en ella, pero no Ángela. Patty quiere que su hija mayor la acompañe en un desfile de moda madre-hija. |                                                          |                     |                               |                           |                 |
| 6 | «The Substitute» «El sustituto»                          | Ellen S. Pressman   | Jason Katims                  | 29 de septiembre de 1994  | 59305           |
| Un sustituto temporal muy poco convencional comienza en el instituto y cambia la forma de dar clase, lo que provoca diferentes actitudes en los estudiantes. Pero quizá no todo sea lo que parece en lo referente al nuevo profesor. |                                                          |                     |                               |                           |                 |
| 7 | «Why Jordan Can't Read» «¿Por qué no puede leer Jordan?» | Mark Piznarski      | Liberty Godshall              | 6 de octubre de 1994      | 59307           |
| Patty cree que puede estar embarazada. Ángela se entera de los problemas de lectura de Jordan y debido a esto, los dos tienen un acercamiento. |                                                          |                     |                               |                           |                 |
| 8 | «Strangers in the House» «Extraños en la casa»           | Ron Lagomarsino     | Jill Gordon                   | 20 de octubre de 1994     | 59308           |
| La relación de Ángela con Sharon y la insatisfacción de Graham respecto a su trabajo alcanzan niveles insospechados cuando el padre de Sharon sufre un ataque al corazón y esta se traslada a casa de los Chase. |                                                          |                     |                               |                           |                 |
| 9 | «Halloween» «La fiesta De Halloween»                     | Mark Piznarski      | Jill Gordon                   | 27 de octubre de 1994     | 59401           |
| Halloween borra la delgada línea entre realidad y fachada. Ángela teme que Jordan sea expulsado y tiene visiones de un estudiante muerto años atrás. |                                                          |                     |                               |                           |                 |
| 10 | «Other People's Mothers» «Las madres de los otros»       | Claudia Weill       | Richard Kramer                | 3 de noviembre de 1994    | 59306           |
| Ángela quiere ir a la fiesta de Rayanne, pero su madre le ordena asistir a la fiesta de aniversario de sus abuelos. Rayanne se sumerge en una espiral sin control debido a sus problemas con la bebida. |                                                          |                     |                               |                           |                 |
| 11 | «Life of Brian» «La vida de Brian»                       | Todd Holland        | Jason Katims                  | 10 de noviembre de 1994   | 59402           |
| Este episodio está contado desde el punto de vista de Brian. Se celebra el “Baile Por La Felicidad Mundial” y Brian tiene que elegir entre ir con Ángela y otra chica, Delia. Rickie se queda fascinado con un nuevo estudiante y da un paso más para aceptar su homosexualidad. En 1997, TV Guide colocó a este episodio en el puesto #37 de su lista de "Los 100 mejores episodios de todos los tiempos". |                                                          |                     |                               |                           |                 |
| 12 | «Self-Esteem» «Autoestima»                               | Michael Engler      | Winnie Holzman                | 17 de noviembre de 1994   | 59403           |
| Ángela ignora sus estudios para pasar más tiempo con Jordan, pero éste no quiere hacer pública su relación ante sus amigos. Graham empieza a tomar clases de cocina. Un nuevo profesor invita a Rickie a unirse al Club de Teatro. En 2009, TV Guide colocó a este episodio en el puesto #44 de su lista de "Los 100 mejores episodios de todos los tiempos".                                               |                                                          |                     |                               |                           |                 |
| 13 | «Pressure» «Presión»                                     | Mark Piznarski      | Ellen Herman                  | 1 de diciembre de 1994    | 59404           |
| Graham está pensando en montar su propio restaurante. Ángela se siente presionada por Jordan para acostarse con él. |                                                          |                     |                               |                           |                 |
| 14 | «On the Wagon» «Sentar cabeza»                           | Jeff Perry          | Elizabeth Gill                | 8 de diciembre de 1994    | 59405           |
| Patty sospecha que Rayanne ha vuelto a beber. Mientras esta, sintiendo que Ángela y ella se están alejando, entra a formar parte del grupo de Jordan. |                                                          |                     |                               |                           |                 |
| 15 | «So-Called Angels» «Los tan llamados ángeles»            | Scott Winant        | Winnie Holzman & Jason Katims | 22 de diciembre de 1994   | 59406           |
| La Navidad sorprende a Rickie en la calle tras una pelea con su tío. Ángela , ayudada por una misteriosa chica vagabunda y con el apoyo de Patty, intenta socorrer a su amigo. |                                                          |                     |                               |                           |                 |
| 16 | «Resolutions» «Resoluciones»                             | Patrick R. Norris   | Ellen Herman                  | 5 de enero de 1995        | 59407           |
| Un nuevo año comienza y todo el mundo se hace proposiciones sin la intención de mantenerlas. Rickie se encuentra nuevamente en la calle. Brian se hace tutor de Jordan. |                                                          |                     |                               |                           |                 |
| 17 | «Betrayal» «Traición»                                    | Mark Piznarski      | Jill Gordon                   | 12 de enero de 1995       | 59408           |
| Rayanne consigue el papel principal en una obra de teatro del instituto, pero traiciona a Ángela con los actos de una borrachera compartida. Patty sospecha que la relación de Graham con Hallie puede ser más que profesional. |                                                          |                     |                               |                           |                 |
| 18 | «Weekend» «Fin de semana»                                | Todd Holland        | Adam Dooley                   | 19 de enero de 1995       | 59409           |
| Los padres de Ángela se van a pasar el fin de semana fuera y Rayanne, accidentalmente, se esposa a su cama. |                                                          |                     |                               |                           |                 |
| 19 | «In Dreams Begin Responsibilities» «Responsabilidades»   | Elodie Keene        | Winnie Holzman                | 26 de enero de 1995       | 59410           |
| Jordan, esperando recuperar a Ángela, convence a Brian para que le ayude a decir las palabras correctas, que finalmente acaban tomando forma de carta. A Delia le gusta Rickie, Patty sueña con un antiguo novio y Graham cocina para los inversores. La odisea de Rickie llega a su fin, igual que la serie.                                                                                               |                                                          |                     |                               |                           |                 |

## Cancelación
Una campaña de fanáticos en línea intentó salvar My So-Called Life, el primer evento de este tipo en la historia de la World Wide Web. El arduo horario y las demandas mentales y físicas de la producción de los episodios causaron dificultades a los jóvenes actores, quienes tuvieron que equilibrar el horario escolar con el ensayo y las grabaciones. Herskovitz dijo que Danés y sus padres se acercaron a los creadores del programa y les dijeron a los productores que no querían que Claire siguiera involucrada con el programa si continuaba otra temporada.
Cuando escuchó que Danés ya no tenía ganas de continuar con el espectáculo, la actitud de Holzman también cambió. Ella dijo: "Cuando me di cuenta de que Claire realmente no quería hacerlo más, fue difícil para mí también querer hacerlo. La alegría de escribir el programa fue que todos estaban detrás y querían hacerlo. Así que parte de la alegría, la emoción y la felicidad no me hubieran salido si no hubiera estado todo al 100 por ciento. No pude decir esto en ese momento, pero en retrospectiva fue una bendición. Terminamos en un momento en que todos disfrutamos haciéndolo. Eso no quiere decir que si la cadena hubiera ordenado más shows que no hubiera dado lo mejor de mí. Pero había una razón en lo corta que fue la temporada. Este fue un espectáculo sobre la adolescencia y terminó en su propia adolescencia. Hubo un aura acerca de cuán corta fue la serie como todas las cosas que mueren jóvenes. El programa terminó en un punto en que todavía era todo potencial".
Los rumores sobre el final del programa dividieron fuertemente a sus fanáticos. Las guerras de flames estallaron en Internet, especialmente después de que Steve Joyner de Operation Life Support (un grupo que trabajó para salvar el programa) y algunos miembros del reparto confirmaron, enojados, los rumores sobre la cancelación.
En general, la versión más aceptada es que Claire Danés quería dedicar su carrera al cine, y los creadores de la serie no creyeron posible continuar con el rodaje sin la protagonista. Aunque en una edición de septiembre de 2004 de la revista Entertainment Weekly, Danés insistió en que no tenía suficiente peso para causar la cancelación ella sola. Otra versión es que la cadena ABC consideró traer de vuelta el programa para una segunda temporada (como afirmó el entonces ejecutivo Ted Harbert), debido a su devota cantidad de fanáticos, su calidad y su aclamación crítica, pero que las bajas audiencias impidieron que la serie fuera revivida. Sin embargo, Winnie Holzman teorizó que la cadena estaba tan presionada para renovar el programa que de alguna manera utilizaron la renuncia de Danés a regresar como una excusa conveniente para no producir una segunda temporada.

## Premios y nominaciones
| Año  | Premio                 | Categoría                                                   | Nominado/a                                | Resultado |
| ---- | ---------------------- | ----------------------------------------------------------- | ----------------------------------------- | --------- |
| 1994 | Premios Young Artist   | Mejor actuación de una actriz juvenil en una serie de drama | Lisa Wilhoit                              | Empatada  |
| 1994 | Premios Young Artist   | Mejor actuación juvenil en conjunto en una serie televisión | My So-Called Life                         | Ganador   |
| 1994 | Premios Young Artist   | Mejor nueva serie de televisión familiar                    | My So-Called Life                         | Ganador   |
| 1994 | Premios Young Artist   | Mejor actuación de un actor juvenil en una serie de drama   | Devon Gummersall                          | Nominado  |
| 1995 | Premios Globo de Oro   | Mejor actriz de serie de televisión - Drama                 | Claire Danés                              | Ganadora  |
| 1995 | Premios Primetime Emmy | Mejor actriz - Serie dramática                              | Claire Danés                              | Nominada  |
| 1995 | Premios Primetime Emmy | Mejor dirección - Serie dramática                           | Scott Winant por «Pilot»                  | Nominado  |
| 1995 | Premios Primetime Emmy | Mejor guion - Serie dramática                               | Winnie Holzman por «Pilot»                | Nominada  |
| 1995 | Premios Primetime Emmy | Mejor música del tema principal                             | W.G. Snuffy Walden                        | Nominado  |
| 1995 | GLAAD Media Awards     | Mejor serie de drama                                        | My So-Called Life                         | Ganador   |
| 1995 | TCA Awards             | Programa del año                                            | My So-Called Life                         | Nominado  |
| 1995 | TCA Awards             | Logro excepcional en drama                                  | My So-Called Life                         | Ganador   |
| 1995 | Premios Eddie          | Mejor edición de una serie televisiva de una hora           | Robert Frazen por «Why Jordan Can't Read» | Nominado  |
| 1995 | Premios Artios         | Mejor casting para televisión                               | Jeff Greenberg                            | Nominado  |
| 1996 | Bravo Otto Awards      | Mejor actuación masculina en una serie de televisión        | Jared Leto                                | Nominado  |